# LAST CHRISTMAS (EXILE單曲)
《LAST CHRISTMAS》為日本音樂團體EXILE（放浪兄弟）的第29張單曲。2008年11月26日於日本發行。

## 解說
- 「PERFECT YEAR」主打的EXILE第3張精選輯《EXILE BALLAD BEST》的先行單曲。
- 本單曲為特別價格（日幣500元）完全限定生產盤。
- 初回限定封入成員親筆的聖誕卡與封面般大小的貼紙。
- 本曲為威猛樂隊的代表曲「Last Christmas」的翻唱。日文歌詞為《Lovers Again》、《Ti Amo 我愛你》的作詞者松尾潔擔任。
- 雖為先行單曲有關但仍初動突破20萬張。為2張連續，通算第6張的冠軍單曲。

## 收錄曲目

### CD
1. LAST CHRISTMAS
作詞：George Michael　日本語詞：松尾潔　作曲：George Michael
明治製菓「聖誕節手工巧克力」廣告曲
2. LAST CHRISTMAS -Karaokae Version-

## 相關項目
- 威猛樂隊
- Last Christmas

## 備註
1. 1 2  . Oricon. 2008  [2013-01-19]. （原始内容存档于2013-09-10） （日语）.